# Gostun
Gostun (în bulgară Гостун ) este un sat în partea de sud-vest a Bulgariei, în regiunea Blagoevgrad. Aparține administrativ de comuna Bansko.

## Demografie
Componența etnică a satului Gostun
     Bulgari (100%)
     Nicio identificare (0%)
     Altele (0%)
La recensământul din 2011, populația satului Gostun era de 46 locuitori. Din punct de vedere etnic, majoritatea locuitorilor (100,0%) erau bulgari. Pentru 0,0% din locuitori nu este cunoscută apartenența etnică.